# Дујаковци
Дујаковци су насељено место на подручју града Бање Луке, Република Српска, БиХ. Припадају месној заједници Стричићи. Према резултатима пописа становништва 2013. године, у овом насељеном месту је живело 125 становника.

## Географија
Дујаковци су смештени југозападно од планине Мањаче (1.236 м) у окружењу ниских и средњих планина — Превије (1.038 м), Тиричевице (1.022 м), Поповаче (859 м), Батоша (890 м), Кика (1.091 м), Црног врха (839 м) и Метле (963 м). Од Бање Луке су удаљени 37 км југозападно, са којом су повезани регионалним путем Бања Лука—Чађавица—Мркоњић Град. Припадају једници локалне самоуправе град Бања Лука, која просторно обједињује и функционално повезује 54 насеља. Део су мање предеоне целине Змијање, у склопу Бањалучке регије на западу Републике Српске. Насеље се простире на надморској висини од 760 м (заселак Божићи) до 980 м (заселак Горњи Сладојевићи).

### Атар
Површина атара је 2.762 хектара, од чега обрадиво земљиште заузима 998 хектара, пољопривредно 1.505 хектара, продуктивно 2.733 а неплодно земљиште 29 хектара. Преовладавају шуме које заузимају 44,5% површине атара, пашњаци са 18,3%, ливаде са 18,1% и оранице и баште са 17,8% површине. У државном власништву је 1.385 хектара земљишта.
Листопадне шуме су распрострањене на потесима Кика, Обарска честа, Кичељ, Мало брдо, Бабића долина, а четинарске (засади боровине пошумљавањем 1951. године) на Љиљановцу (953 м). Пашњаци су у Риђуши, Равним њивама, Деблцу, Разволама, Колунићу, Гредару, Липовици, Колиштима, Мустапин долу, Лазинама, на Превији, Батошу, Поповачи, Метли итд. Ливаде се налазе на Ледињаку, Крчевинама, Дугим њивама, Расадници, Округлим њивама, Ували, Бранковој равни. Баште су углавном око сеоских кућа, у склопу дворишта, као и оранице, којих има и у другим деловима атара (Ледињак, Равне њиве, Дуге њиве, Округле њиве итд.).
У атару има више површинских (вртаче, увале) и подземних крашких облика рељефа, од којих су најпознатије пећине — Пећурина, на локалитету Кућишта, Сводница у подножју Кика и у Обарској чести, и јаме — Таировица и Звиждина јама у засеоку Гатарићи, јама у Кућиштима и у Срнетици, у засеоку Делићи.

### Физиономија и уређеност
Дујаковци су насеље разбијеног типа, повезује их осам заселака који представљају групе родовских (сродничких) кућа. Засеоци су Делићи (на неким картама погрешно уписани као Делијићи), Горњи Сладојевићи (Сладојевићи и Вулини), Радановићи, Врањеши, Гатарићи, Вулини, Божићи и Доњи Милићевићи или Милићевићи (на неким картама погрешно уписани као Милановићи). Заселак Доњи Милићевићи је данас без сталних становника. Током свог постојања засеоци су мењали своје локације. Радановићи су прво били на месту Кућишта, Врањеши на Кланцу, Божићи на потесу Кућерине, Вулини у Срнећим долинама, Гатарићи на Превији, затим на локалитету Шпагаруша, где и данас постоје остаци четири камена на којима је стајао амбар за жито.
Крајем 19. и средином 20. века у атару је било много зграда за стоку, које су називане наслони, колибе и стојбине, грађених на сенокосима у Дубици, Батаруши, Бабусама, Риђуши, Поповачи. У прошлости због недостатка сточне хране за време зиме, месни сточари су одлазили у ниже крајеве, углавном у Лијевче поље. Касније су прелазили реку Саву и боравили у Славонији. Средином 20. века долази до смањења наслона, да би 2003. године у Дујаковцима остао само један наслон.
Водом за пиће мештани се снабдевају из копаних бунара у којима се сакупља кишница. Воду за напајање стоке користе из оближњих локви, као што су Делића локва, Сладојевића локва, Данића локва, локва у Разволама и локва на Пољанку.
Село је добило струју средином седамдесетих година 20. века. Макадамски пут, прикључак на локални пут Стричићи—Локвари, урађен је крајем седамдесетих година 20. века. Исти пут, који носи назив Горанов пут, асфалтиран је 2001. године до засеока Божићи. Од 2003. године село је преко мобилне телефоније, прикључено на телефонску мрежу.
На локалитету Продоле налази се заједничко гробље пет заселака (Божићи, Гатарићи, Радановићи, Врањеши и Доњи Милићевићи), док Делићи и Вулини имају своје гробље. Такође, поред неких сеоских кућа има и појединачних гробова.

## Историја
Трагови раније насељености су многобројни и разноврсни по културно-хронолошком редоследу, што упућује на знатну старост насеља. Зденко Жеравица помиње да се на брду Љиљановцу налазе остаци праисторијске градине, што је локалним мештанима непознато. Постоје наговештаји да насеље Љиљановац, које се попиње у турском катастарском попису из 1541. године, које броји 10 кућа, представља претечу данашњих Дујаковаца. У сеоском атару се налази ниска планина Љиљановац, чије име чува успомену на старо село. По предању, Дујаковци су старо српско село које је постојало пре турске окупације.
На локалитету Мраморје, сачувано је пет старих камених плоча за које мештани верују да су из римског периода. На месту Вигњиште, према предању, где су мештани орањем ископавали остатке разних гвоздених предмета, биле су ковачнице за време турске владавине. На сеоском гробљу се налази споменик незнаном јунаку (непознате старости), кога мештани називају Раданов гроб, по коме је род Радановићи добио име. У сеоском пољу, на месту Продоле, налази се некропола са 181 стећком (19 плоча и 162 стуба).

## Становништво
Крајем 19. века, па до средине 20. века, већина становништва је живела у породичним задругама, које мештани називају заједницама. Најбројније задруге су биле у Врањешима — 40 чланова (старешина Перо Врањеш), у Радановићима — 38 чланова (старешина Рушко Радановић) која се држала до 1940. године, у Вулинима — 36 чланова (старешина Јовица Вулин) држала се до 1941. године, у Делићима — 35 чланова (старешина Ђука Делић) држала се до 1943. године и у Божићима — 26 чланова (старешина Рајо Божић) држала се до педесетих година 20. века.
| Демографија | Демографија | Демографија |
| Година      | Становника  | Становника  |
| ----------- | ----------- | ----------- |
| 1880.       | 334         |             |
| 1895.       | 488         |             |
| 1910.       | 624         |             |
| 1921.       | 593         |             |
| 1948.       | 928         |             |
| 1953.       | 983         |             |
| 1961.       | 1.058       |             |
| 1971.       | 745         |             |
| 1981.       | 467         |             |
| 1991.       | 328         |             |
| 2013.       | 120         |             |

Исељавање је било присутно у свим периодима развоја насеља, а највећу масовност је достигло од шездесетих година 20. века. Из Горњих Сладојевића је исељена једна фамилија Сладојевића (6 кућа — Рајко, Славко, Михајло, Душан, Гојко, Милош) са надимком Јурићи у Војводину (Сремска Митровица, Чуруг, Сомбор итд.) након Другог светског рата, из Гатарића 5 кућа (Манојло са породицом 1958. у Славонску Пожегу, Јошо и Борко са породицама 1958. у Нови Сад, Мићо у Чуруг код Жабља 1963. године и старица Танкосава 1994. код синова у Нови Сад), из Радановића 3 куће (Момчило са породицом 1973. у Сомбор, Босиљка 1973. у Нови Сад и Добре за време рата у БиХ у Сомбор), из Горњих Сладојевића 2 куће Вулина (надимак Љуберићи) током деведесетих година 20. века у Сомбор, из Божића 4 куће (Ђурађ са породицом 1995. у Сремску Митровицу, Милутин у Бању Луку, Славко 1995. у Буковац код Новог Сада и Живко у Бању Луку), из Врањеша једна кућа (Петар са породицом 1995. у Буковац код Новог Сада), из Делића 4 куће током рата у Босни и Херцеговини (Драго, Момир, Милка и Боса са породицама у Сремску Митровицу, Чуруг и Бању Луку).
Заселак Доњи Милићевићи је остао без сталних житеља (2 куће празне, славиле Томиндан) последњи житељ Јованка је преминула 2000. године, а власник друге куће — Јела, иселила се 1995. у Бању Луку. У засеоку Вулини празне су 3 куће (власник једне куће је умро, док власници друге две живе у Бањој Луци).
| Националност       | 2013.      | 1991.       | 1981.      | 1971.       | 1961.         |
| Срби               | 125 (100%) | 329 (99,7%) | 467 (100%) | 724 (97,2%) | 1.057 (99,9%) |
| Муслимани          | —          | —           | —          | 2 (0,3%)    | —             |
| Хрвати             | —          | —           | —          | —           | 1 (0,1%)      |
| остали и непознато | —          | 1 (0,3%)    | —          | 19 (2,5%)   | —             |
| Укупно             | 125        | 330         | 467        | 745         | 1.058         |

### Порекло становништва
Многи мештани себе сматрају староседеоцима, ту су од памтивијека, према казивању давали су бегу трећину. Највећи број житеља је досељен за време турске владавине, мада многи не знају тачно време досељавања. У селу су 2003. године живели родови:
- Вулини, 18 кућа. Досељени су из Рибника код Кључа, од којих 10 кућа има надимак Јевтићи, а 8 кућа Џакићи, даљом старином су из Далмације. У прошлости су се презивали Кењало, пошто у Рибнику постоји истоимени заселак. Од овог рода је Мирко Вулин, кнез села Дујаковци, својевремено најбогатији човек и угледна личност Змијања. Вулина има и у селима Чађавица, Горње Ратково, Лусићи и Стричићи, и сви имају исту крсну славу — Михољдан.
- Божићи, 12 кућа. Надимак Ковићи имају 3 куће (по претку Кови), 3 куће Миланковића (по извесном Миланку), 2 куће Заимовића (по претку који је стално заимао, позајмљивао), 2 куће Рустинара (по рустини, стени, камену) и 2 куће Русовића (по претку који је био у руској војсци). Старином су из Херцеговине. Пре око 300 година на место звано Кућерине доселио се Божо, по коме је род добио име, који је имао два сина. Одатле је један син прешао у Дујаковце, а други је отишао у село Доња Кола, засеок Божићи, чији мештани славе исту крсну славу — Томиндан.
- Врањеши, 4 куће. СлавеЂурђевдан и имају надимак Јевтићи (по претку Јевти). Непознатог су миграционог порекла, а има их у Горњем Раткову (засеок Гуслови) и Добрњи, и имају исту крсну славу. Врањеши у Добрњи сматрају да воде порекло од Врањеша из Дујаковаца и да су даљом старином из Херцеговине. У турским катастарским пописима из 16. века, спомиње се Дудак Врањеш у селу Љиљановац, али је данашњим мештанима непознат.
- Делићи, 4 куће. Дмитровдан славе 2 куће, а друге 2 Ђурђевдан. Породице које славе Дмитровдан имају надимак Перићи (по неком деди Пери). Пореклом су од Радановића, који су преблегли у Делиће, чије су презиме узели, због убиства у турско доба.
- Сладојевићи, 3 куће. Добили су име по претку Сладоју и имају надимак Ћојићи. Доселили су се из бањалучког села Јаворани. Славе Часне вериге.
- Гатарићи, 6 кућа. Пореклом су из Гламоча, одакле су избегли у турско доба због убиства. Славе Никољдан.
- Радановићи, 7 кућа. Пореклом су из околине Купреса. Надимак Ђуђановићи има једна кућа (по претку Ђурђу), 4 куће Вуковића (по претку Вуку) и једна кућа Генићи. По предању, раније су се презивали Шобот, али због убиства у турско доба избегли су и променили презиме. Две куће Гатарића (надимак Данићи), у засеоку Радановићи, временом су изумрле. Славе Дмитровдан.[11]

## Обичаји
Осим крсних слава, у селу је до 1968. године празнована сеоска слава (молитва, масла) сваке године на први дан Духова. Током времена место одржавања сеоске славе је мењано. Прво се славила код бунара у засеоку Горњи Милићевићи, у селу Локвари, затим у центру Дујаковаца, потом код бунара у Доњим Милићевићима, па код гробља, на месту Мраморје, и на крају код Кривог камена, у северозападном делу атара Дујаковаца. У селу се налази дрво, познато као Вученов брест, где су се мештани ранијих година окупљали за време светковина (великих верских празника) да би енгленисали (разговарали).

## Привреда и образовање
Дујаковци спадају у сточарско-ратарска села. У засеоку Божићи се налазила једна приватна продавница мешовите робе са једним радником. До 1991. године радила је четвороразредна основна школа, која је затворена због недостатка ученика. Школа је почела са радом 1964. и била је у саставу школе у Стричићима до 1988/89. а потом у саставу школе у Колима. Школска зграда је данас запуштена и руинирана.